# Élections cantonales de 1955 en Ille-et-Vilaine
Initialement prévues en octobre 1954, les élections cantonales sont repoussées et se déroulent finalement les 17 et 24 avril 1955.

## Contexte départemental

### Assemblée départementale sortante
Avant les élections, le conseil général est présidé par Marcel Rupied, membre du CNIP.
Il comprend 43 conseillers généraux issus des 43 cantons d'Ille-et-Vilaine.
| Parti                                       | Sigle   | Élus |
| ------------------------------------------- | ------- | ---- |
| Majorité (24 sièges)                        |         |      |
| Centre national des indépendants et paysans | CNIP    | 24   |
| Opposition (19 sièges)                      |         |      |
| Mouvement républicain populaire             | MRP     | 8    |
| Républicains sociaux                        | Rép.soc | 5    |
| Parti radical-socialiste                    | Rad-Soc | 4    |
| Rassemblement des gauches républicaines     | RGR     | 2    |
| Président du conseil général                |         |      |
| Marcel Rupied (CNIP)                        |         |      |

## Résultats à l'échelle du département

### Résultats en nombre de sièges
| Parti | Sièges mis en jeu | Élus | Évolution |
| ----- | ----------------- | ---- | --------- |
| CNIP  | 14                | 16   | +1        |
| MRP   | 3                 | 1    | -2        |
| PR    | 2                 | 3    | +1        |
| RGR   | 1                 | 2    | +1        |
| RS    | 2                 | 1    | -1        |

### Assemblée départementale à l'issue des élections
| Parti                                       | Sigle   | Élus |
| ------------------------------------------- | ------- | ---- |
| Majorité (25 sièges)                        |         |      |
| Centre national des indépendants et paysans | CNIP    | 25   |
| Opposition (18 sièges)                      |         |      |
| Mouvement républicain populaire             | MRP     | 6    |
| Parti radical-socialiste                    | Rad-Soc | 5    |
| Républicains sociaux                        | Rép.soc | 4    |
| Rassemblement des gauches républicaines     | RGR     | 3    |
| Président du conseil général                |         |      |
| Marcel Rupied (CNIP)                        |         |      |

## Arrondissement de Rennes

### Canton de Rennes-Nord-Ouest
- Conseiller sortant : Louis Le Gall La Salle (MRP), élu depuis 1945.

| Candidat | Candidat                 | Étiquette | Premier tour | Premier tour | Second tour | Second tour |
| Candidat | Candidat                 | Étiquette | Voix         | %            | Voix        | %           |
| -------- | ------------------------ | --------- | ------------ | ------------ | ----------- | ----------- |
|          | Louis Le Gall La Salle * | MRP       | 2 993        | 36,60        | 3 448       | 34,85       |
|          | François Château         | RGR       | 2 901        | 32,57        | 3 544       | 35,82       |
|          | René Rio                 | PCF       | 1 763        | 19,79        | 1 973       | 19,94       |
|          | Marcel Biétry            | SFIO      | 1 251        | 14,04        | 930         | 9,40        |
|          |                          |           |              |              |             |             |
| Inscrits | Inscrits                 | Inscrits  | 19 772       | 100,00       | 19 772      | 100,00      |
| Votants  | Votants                  | Votants   | 9 055        | 45,80        | 9 986       | 50,51       |
| Exprimés | Exprimés                 | Exprimés  | 8 908        | 98,38        | 9 895       | 99,09       |

### Canton de Rennes-Sud-Ouest
- Conseiller sortant : Francis Joly (Rép.soc), élu depuis 1949.

| Candidat | Candidat       | Étiquette | Premier tour | Premier tour | Second tour | Second tour |
| Candidat | Candidat       | Étiquette | Voix         | %            | Voix        | %           |
| -------- | -------------- | --------- | ------------ | ------------ | ----------- | ----------- |
|          | Francis Joly * | Rép.soc   | 3 500        | 47,34        | 5 078       | 66,13       |
|          | Victor Janton  | MRP       | 1 535        | 20,76        |             |             |
|          | Henri Denis    | PCF       | 1 490        | 20,15        | 1 660       | 21,70       |
|          | Paul Collinot  | SFIO      | 868          | 11,74        | 794         | 10,34       |
|          | Mr Rialland    | CNIP      | -            | -            | 147         | 1,91        |
|          |                |           |              |              |             |             |
| Inscrits | Inscrits       | Inscrits  | 16 169       | 100,00       | 16 169      | 100,00      |
| Votants  | Votants        | Votants   | 7 547        | 46,68        | 7 821       | 48,37       |
| Exprimés | Exprimés       | Exprimés  | 7 393        | 97,96        | 7 679       | 98,18       |

### Canton de Hédé
- Conseiller sortant : Joseph Morin (CNIP-MRP), élu depuis 1949.

| Candidat | Candidat         | Étiquette | Premier tour | Premier tour | Second tour | Second tour |
| Candidat | Candidat         | Étiquette | Voix         | %            | Voix        | %           |
| -------- | ---------------- | --------- | ------------ | ------------ | ----------- | ----------- |
|          | Joseph Morin *   | CNIP-MRP  | 1 577        | 43,02        | 2 017       | 55.95       |
|          | Raoul Orinel     | Ind.g     | 990          | 27,01        |             |             |
|          | Marcel Leufeuvre | RGR       | 933          | 25,45        | 1 240       | 34,40       |
|          | Joseph Collet    | PCF       | 166          | 4,53         | 348         | 9,65        |
|          |                  |           |              |              |             |             |
| Inscrits | Inscrits         | Inscrits  | 5 185        | 100,00       | 5 124       | 100,00      |
| Votants  | Votants          | Votants   | 3 707        | 71,50        | 3 699       | 72,19       |
| Exprimés | Exprimés         | Exprimés  | 3 666        | 98,89        | 3 605       | 97,25       |

### Canton de Liffré
- Conseiller sortant : Jean-Marie Pavy (CNIP), élu pour la première fois en 1922.

| Candidat | Candidat          | Étiquette | Premier tour | Premier tour |
| Candidat | Candidat          | Étiquette | Voix         | %            |
| -------- | ----------------- | --------- | ------------ | ------------ |
|          | Jean-Marie Pavy * | CNIP      | 2 477        | 75,59        |
|          | Henri Lardoux     | PCF       | 453          | 13,82        |
|          | Isidore David     | SFIO      | 341          | 10,41        |
|          |                   |           |              |              |
| Inscrits | Inscrits          | Inscrits  | 5 172        | 100,00       |
| Votants  | Votants           | Votants   | 3 383        | 65,41        |
| Exprimés | Exprimés          | Exprimés  | 3 277        | 96,87        |

### Canton de Saint-Aubin-d'Aubigné
- Conseiller sortant : Armand Brionne (Rad-soc), élu pour la première fois en 1950.

| Candidat | Candidat         | Étiquette | Premier tour | Premier tour |
| Candidat | Candidat         | Étiquette | Voix         | %            |
| -------- | ---------------- | --------- | ------------ | ------------ |
|          | Armand Brionne * | Rad-soc   | 4 448        | 91,96        |
|          | Toussaint Piette | PCF       | 389          | 8,04         |
|          |                  |           |              |              |
| Inscrits | Inscrits         | Inscrits  | 7 837        | 100,00       |
| Votants  | Votants          | Votants   | 5 202        | 66,38        |
| Exprimés | Exprimés         | Exprimés  | 4 837        | 92,98        |

## Arrondissement de Saint-Malo

### Canton de Saint-Servan-sur-Mer
- Conseiller sortant : Léon Le Coz (Rép.soc), élu depuis 1949.

| Candidat | Candidat        | Étiquette | Premier tour | Premier tour | Second tour | Second tour |
| Candidat | Candidat        | Étiquette | Voix         | %            | Voix        | %           |
| -------- | --------------- | --------- | ------------ | ------------ | ----------- | ----------- |
|          | Léon Le Coz *   | Rép.soc   | 1 613        | 30,61        | 1 889       | 32,88       |
|          | Paul Delacour   | CNIP      | 1 595        | 30,27        | 1 914       | 33,31       |
|          | Pierre Delaunay | PCF       | 1 067        | 20,25        | 1 146       | 19,94       |
|          | Louis Macé      | RGR       | 994          | 18,87        | 796         | 13,85       |
|          |                 |           |              |              |             |             |
| Inscrits | Inscrits        | Inscrits  | 9 274        | 100,00       | 9 274       | 100,00      |
| Votants  | Votants         | Votants   | 5 432        | 58,57        | 5 823       | 62,80       |
| Exprimés | Exprimés        | Exprimés  | 5 269        | 97,00        | 5 746       | 98,66       |

### Canton de Cancale
- Conseiller sortant : Olivier Biard (CNIP), élu pour la première fois en 1949.

| Candidat | Candidat        | Étiquette | Premier tour | Premier tour |
| Candidat | Candidat        | Étiquette | Voix         | %            |
| -------- | --------------- | --------- | ------------ | ------------ |
|          | Olivier Biard   | CNIP      | 3 572        | 87,29        |
|          | Georges Maillet | PCF       | 289          | 7,06         |
|          | Marcel Hélène   | SFIO      | 231          | 5,65         |
|          |                 |           |              |              |
| Inscrits | Inscrits        | Inscrits  | 8 308        | 100,00       |
| Votants  | Votants         | Votants   | 4 179        | 50,30        |
| Exprimés | Exprimés        | Exprimés  | 4 092        | 97,92        |

### Canton de Combourg
- Conseiller sortant : Ange Denis (MRP), élu depuis 1949.

| Candidat | Candidat          | Étiquette | Premier tour | Premier tour | Second tour | Second tour |
| Candidat | Candidat          | Étiquette | Voix         | %            | Voix        | %           |
| -------- | ----------------- | --------- | ------------ | ------------ | ----------- | ----------- |
|          | Abel Bourgeois    | Rad-soc   | 2 896        | 49,92        | 3 312       | 51,34       |
|          | Ange Denis *      | MRP       | 2 593        | 44,70        | 3 136       | 48,61       |
|          | Emmanuel Bothorel | PCF       | 306          | 5,28         |             |             |
|          |                   |           |              |              |             |             |
| Inscrits | Inscrits          | Inscrits  | 7 981        | 100,00       | 7 980       | 100,00      |
| Votants  | Votants           | Votants   | 5 867        | 73,51        | 6 500       | 81,45       |
| Exprimés | Exprimés          | Exprimés  | 5 801        | 98,88        | 6 451       | 99,25       |

### Canton de Pleine-Fougères
- Conseiller sortant : Jean-Marie Gallon (CNIP), élu depuis 1953.

| Candidat | Candidat              | Étiquette | Premier tour | Premier tour |
| Candidat | Candidat              | Étiquette | Voix         | %            |
| -------- | --------------------- | --------- | ------------ | ------------ |
|          | Jean-Marie Gallon *   | CNIP      | 2 986        | 72,06        |
|          | Eugène Plessis        | SFIO      | 763          | 18,41        |
|          | Edmond Le Coursonnois | PCF       | 391          | 9,50         |
|          |                       |           |              |              |
| Inscrits | Inscrits              | Inscrits  | 6 454        | 100,00       |
| Votants  | Votants               | Votants   | 4 200        | 65,08        |
| Exprimés | Exprimés              | Exprimés  | 4 144        | 98,67        |

## Arrondissement de Fougères

### Canton de Fougères-Sud
- Conseiller sortant : Joseph Morel (CNIP), élu pour depuis 1945.

| Candidat | Candidat       | Étiquette | Premier tour | Premier tour |
| Candidat | Candidat       | Étiquette | Voix         | %            |
| -------- | -------------- | --------- | ------------ | ------------ |
|          | Joseph Morel * | CNIP      | 3 945        | 89,95        |
|          | René Baranger  | PCF       | 441          | 10,06        |
|          |                |           |              |              |
| Inscrits | Inscrits       | Inscrits  | 9 269        | 100,00       |
| Votants  | Votants        | Votants   | 4 590        | 49,52        |
| Exprimés | Exprimés       | Exprimés  | 4 386        | 95,56        |

### Canton de Louvigné-du-Désert
- Conseiller sortant : Francis Briens (CNIP-MRP), élu depuis 1945 ne se représente pas.

| Candidat | Candidat         | Étiquette | Premier tour | Premier tour |
| Candidat | Candidat         | Étiquette | Voix         | %            |
| -------- | ---------------- | --------- | ------------ | ------------ |
|          | René de Montigny | CNIP-MRP  | 4 188        | 92,51        |
|          | Marcel Hamonet   | PCF       | 192          | 4,24         |
|          | Gilbert Renault  | SFIO      | 133          | 2,94         |
|          |                  |           |              |              |
| Inscrits | Inscrits         | Inscrits  | 6 775        | 100,00       |
| Votants  | Votants          | Votants   | 4 620        | 68,19        |
| Exprimés | Exprimés         | Exprimés  | 4 527        | 97,99        |

### Canton de Saint-Brice-en-Coglès
- Conseiller sortant : Joseph Tronchot (MRP), élu depuis 1945.

| Candidat | Candidat          | Étiquette | Premier tour | Premier tour |
| Candidat | Candidat          | Étiquette | Voix         | %            |
| -------- | ----------------- | --------- | ------------ | ------------ |
|          | Joseph Tronchot * | MRP       | 4 649        | 92,10        |
|          | Eugène Rébillon   | PCF       | 392          | 7,77         |
|          |                   |           |              |              |
| Inscrits | Inscrits          | Inscrits  | 7 415        | 100,00       |
| Votants  | Votants           | Votants   | 5 254        | 70,86        |
| Exprimés | Exprimés          | Exprimés  | 5 058        | 96,08        |

## Arrondissement de Vitré

### Canton de Vitré-Ouest
- Conseiller sortant : Marcel Rupied (CNIP), président du conseil général, élu depuis 1934.

| Candidat | Candidat        | Étiquette | Premier tour | Premier tour |
| Candidat | Candidat        | Étiquette | Voix         | %            |
| -------- | --------------- | --------- | ------------ | ------------ |
|          | Marcel Rupied * | CNIP      | 3 919        | 90,63        |
|          | René Mory       | PCF       | 405          | 9,37         |
|          |                 |           |              |              |
| Inscrits | Inscrits        | Inscrits  | 6 605        | 100,00       |
| Votants  | Votants         | Votants   | 4 593        | 69,54        |
| Exprimés | Exprimés        | Exprimés  | 4 324        | 94,14        |

### Canton de Châteaubourg
- Conseiller sortant : Félix Bobille (CNIP), élu depuis 1934.

| Candidat | Candidat        | Étiquette | Premier tour | Premier tour |
| Candidat | Candidat        | Étiquette | Voix         | %            |
| -------- | --------------- | --------- | ------------ | ------------ |
|          | Félix Bobille * | CNIP      | 2 467        | 95,99        |
|          | Louis Barbé     | PCF       | 103          | 4,01         |
|          |                 |           |              |              |
| Inscrits | Inscrits        | Inscrits  | 3 784        | 100,00       |
| Votants  | Votants         | Votants   | 2 795        | 73,86        |
| Exprimés | Exprimés        | Exprimés  | 2 570        | 91,95        |

### Canton de Retiers
- Conseiller sortant : Joseph Egu' (CNIP), élu depuis 1945.

| Candidat | Candidat       | Étiquette | Premier tour | Premier tour |
| Candidat | Candidat       | Étiquette | Voix         | %            |
| -------- | -------------- | --------- | ------------ | ------------ |
|          | Joseph Egu *   | CNIP      | 4 149        | 93,89        |
|          | Pierre Régnier | PCF       | 270          | 6,11         |
|          |                |           |              |              |
| Inscrits | Inscrits       | Inscrits  | 7 832        | 100,00       |
| Votants  | Votants        | Votants   | 4 549        | 58,08        |
| Exprimés | Exprimés       | Exprimés  | 4 419        | 97,14        |

## Arrondissement de Redon

### Canton de Bain-de-Bretagne
- Conseiller sortant : Constant Hubert (fils) (CNIP), élu depuis 1954, en remplacement de son père élu depuis 1928.

| Candidat | Candidat                 | Étiquette | Premier tour | Premier tour |
| Candidat | Candidat                 | Étiquette | Voix         | %            |
| -------- | ------------------------ | --------- | ------------ | ------------ |
|          | Constant Hubert (fils) * | CNIP      | 3 099        | 56,64        |
|          | Hervé Rialland           | CNIP      | 1 925        | 35,19        |
|          | Alexis Le Strat          | SFIO      | 243          | 4,44         |
|          | Roger Langlais           | PCF       | 203          | 3,71         |
|          |                          |           |              |              |
| Inscrits | Inscrits                 | Inscrits  | 8 592        | 100,00       |
| Votants  | Votants                  | Votants   | 5 561        | 64,72        |
| Exprimés | Exprimés                 | Exprimés  | 5 471        | 98,38        |

### Canton de Grand-Fougeray
- Conseiller sortant : Charles Chupin (CNIP), élu depuis 1945.

| Candidat | Candidat         | Étiquette | Premier tour | Premier tour |
| Candidat | Candidat         | Étiquette | Voix         | %            |
| -------- | ---------------- | --------- | ------------ | ------------ |
|          | Charles Chupin * | CNIP      | 2 278        | 96,49        |
|          | Edmond Le Tanter | PCF       | 83           | 3,52         |
|          |                  |           |              |              |
| Inscrits | Inscrits         | Inscrits  | 3 387        | 100,00       |
| Votants  | Votants          | Votants   | 2 445        | 72,19        |
| Exprimés | Exprimés         | Exprimés  | 2 361        | 96,56        |

### Canton de Pipriac
- Conseiller sortant : Roger de Poulpiquet du Halgouët (CNIP), élu depuis 1954. Il succède lors d'une partielle à Clément Le Rouzic (CNIP), décédé, élu depuis 1948.

| Candidat | Candidat                          | Étiquette | Premier tour | Premier tour |
| Candidat | Candidat                          | Étiquette | Voix         | %            |
| -------- | --------------------------------- | --------- | ------------ | ------------ |
|          | Roger de Poulpiquet du Halgouët * | CNIP      | 4 357        | 92,60        |
|          | Joseph Monvoisin                  | PCF       | 248          | 5,27         |
|          | Francis Foucault                  | SFIO      | 100          | 2,13         |
|          |                                   |           |              |              |
| Inscrits | Inscrits                          | Inscrits  | 7 931        | 100,00       |
| Votants  | Votants                           | Votants   | 4 755        | 59,96        |
| Exprimés | Exprimés                          | Exprimés  | 4 705        | 98,95        |

### Canton du Sel-de-Bretagne
- Conseiller sortant : Jean-Marie Douessin (Rad-soc), élu depuis 1928.

| Candidat | Candidat              | Étiquette | Premier tour | Premier tour |
| Candidat | Candidat              | Étiquette | Voix         | %            |
| -------- | --------------------- | --------- | ------------ | ------------ |
|          | Jean-Marie Douessin * | Rad-soc   | 1 532        | 93,64        |
|          | Jean Desrivières      | PCF       | 104          | 6,36         |
|          |                       |           |              |              |
| Inscrits | Inscrits              | Inscrits  | 3 066        | 100,00       |
| Votants  | Votants               | Votants   | 1 963        | 64,03        |
| Exprimés | Exprimés              | Exprimés  | 1 636        | 83,34        |

## Ancien arrondissement de Montfort-sur-Meu

### Canton de Bécherel
- Conseiller sortant : Louis de La Forest (CNIP), élu depuis 1949.

| Candidat | Candidat             | Étiquette | Premier tour | Premier tour |
| Candidat | Candidat             | Étiquette | Voix         | %            |
| -------- | -------------------- | --------- | ------------ | ------------ |
|          | Louis de La Forest * | CNIP      | 3 092        | 89,78        |
|          | Célestin Pérrigault  | PCF       | 204          | 5,92         |
|          | Georges Bourdais     | SFIO      | 148          | 4,30         |
|          |                      |           |              |              |
| Inscrits | Inscrits             | Inscrits  | 4 813        | 100,00       |
| Votants  | Votants              | Votants   | 3 495        | 72,62        |
| Exprimés | Exprimés             | Exprimés  | 3 444        | 98,54        |

### Canton de Plélan-le-Grand
- Conseiller sortant : Félix Ferron (RS), élu depuis 1949.

| Candidat | Candidat         | Étiquette | Premier tour | Premier tour |
| Candidat | Candidat         | Étiquette | Voix         | %            |
| -------- | ---------------- | --------- | ------------ | ------------ |
|          | Félix Ferron *   | RS        | 3 103        | 77,36        |
|          | Charles Lecomte  | SFIO      | 556          | 13,86        |
|          | Raymond Guilloux | PCF       | 327          | 8,15         |
|          |                  |           |              |              |
| Inscrits | Inscrits         | Inscrits  | 6 787        | 100,00       |
| Votants  | Votants          | Votants   | 4 292        | 63,24        |
| Exprimés | Exprimés         | Exprimés  | 4 011        | 93,45        |